# علی سوادکوهی
علی سوادکوهی (۳۱ تیر ۱۳۷۷ در ساری) کشتی‌گیر آزادکار، ورزشکار تیم ملی ایران است. او اهل مازندران شهر ساری است
علی سوادکوهی در مسابقات کشتی آزاد آسیایی بزرگسالان ۲۰۲۰ در دهلی نو در وزن ۷۹ کیلوگرم کشتی آزاد مدال برنز را کسب کرد. او به طلسم شکست ناپذیری جردن باروز مقابل کشتی گیران ایرانی پایان داد و توانست در مسابقات کشتی جام جهانی ۲۰۲۲ آمریکا، جردن باروز آمریکایی را شکست دهد و تاریخ‌سازی کند.

## فعالیت حرفه‌ای ورزشی

### قهرمانی آسیا ۲۰۲۰
در وزن ۷۹ کیلوگرم علی سوادکوهی در دور اول در مصاف با سهراب شریپوف از ازبکستان با نتیجه ۱۰ بر صفر به برتری دست یافت. سوادکوهی در دور بعد و در مرحله نیمه نهایی با نتیجه ۳ بر یک مقابل ارسلان بوداژاپوف از قرقیزستان شکست خورد و راهی دیدار رده‌بندی شد. سوادکوهی در دیدار رده‌بندی وزن ۷۹ کیلوگرم با نتیجه ۵ بر صفر گلیم جان یوزربایف از قزاقستان را شکست داد و صاحب مدال برنز شد.

### قهرمانی آسیا ۲۰۲۱
در وزن ۷۹ کیلوگرم علی سوادکوهی در دور نخست با نتیجه ۲ بر صفر از سد ریوکی یوشیدا از ژاپن گذشت. وی در دور بعد مقابل سایاکبای یوسوپوف از قرقیزستان با نتیجه ۱۴ بر ۱۰ به پیروزی رسید و به مرحله نیمه نهایی راه یافت. وی در این مرحله مقابل گلیم جان یوزربایف از قزاقستان با نتیجه ۸ بر ۲ به برتری دست یافت و راهی دیدار فینال شد. سوادکوهی در دیدار پایانی با نتیجه ۵ بر ۳ مغلوب گونگ بیونگ-مین از کره جنوبی شد و به مدال نقره رسید.

### زیر ۲۳ سال جهان ۲۰۲۱
دروزن ۷۹ کیلوگرم علی سوادکوهی در دور اول با نتیجه ۴ بر ۴ از سد ویکی از هند گذشت وی در دور دوم مقابل اوکتای حسن از بلغارستان با نتیجه ۱۰ بر صفر به برتری دست یافت و راهی مرحله یک چهارم نهایی شد. سوادکوهی در این مرحله در مصاف با ماگومد ماگومایف از روسیه با نتیجه ۷ بر صفر مغلوب شد و با توجه به حضور این کشتی‌گیر در دیدار فینال، سوادکوهی در گروه بازنده‌ها با نتیجه ۱۱ بر صفر حمام ابوسناینا از فلسطین را از پیش رو برداشت و به دیدار رده‌بندی رفت. وی در این دیدار با نتیجه ۸ بر ۲ اشرف آشیروف از آذربایجان را مغلوب کرد و به مدال برنز رسید.

### قهرمانی آسیا ۲۰۲۲
در وزن ۷۹ کیلوگرم علی سوادکوهی پس از استراحت در دور اول در دور دوم با با نتیجه ۸ بر ۶ مقابل بیامبادورج انخبایار از مغولستان به پیروزی رسید. وی در دور بعد و در مرحله نیمه نهایی با نتیجه ۳ بر صفر یودای تاکاهاشی از ژاپن را مغلوب کرد و به دیدار فینال راه یافت. سوادکوهی در این دیدار با نتیجه ۹ بر ۹ از سد گوراو بالیان دارنده مدال نقره آسیا از هند گذشت و به مدال طلا دست یافت.

### بازی‌های همبستگی اسلامی ۲۰۲۱
در وزن ۷۹ کیلوگرم علی سوادکوهی دارنده برنز امیدهای جهان در دور نخست با نتیجه ۱۱ بر صفر ایوان ماساکوی از اوگاندا را مغلوب کرد. وی در دور دوم با نتیجه ۳ بر یک از سد میر کوشکینبایف از قزاقستان گذشت و راهی مرحله نیمه نهایی شد. سوادکوهی در این مرحله مقابل گادژی‌مراد عمروف از جمهوری آذربایجان با نتیجه به ۷ بر صفر پیروزی رسید و راهی دیدار فینال شد. وی در مبارزه فینال محمد آکدنیز از ترکیه را با نتیجه ۱۲ بر ۶ شکست داد و مدال طلا گرفت.